# Булискерия, Люба Сикоевна
Люба Сикоевна Булискерия (1914 год, село Окуми, Сухумский округ, Кутаисская губерния, Российская империя — 11 апреля 1987 года, село Окуми, Гальский район, Абхазская АССР, Грузинская ССР) — колхозница колхоза имени Ленина Окумского сельсовета Гальского района Абхазской АССР, Грузинская ССР. Герой Социалистического Труда (1949).

## Биография
Родилась в 1914 году в крестьянской семье в селе Окуми Сухумского округа.
С 1930-х годов трудилась рядовой колхозницей в колхозе имени Ленина Окумского сельсовета Гальского района.
В 1948 году собрала в среднем с каждого гектара по 10215 килограмма сортового зелёного чайного листа на участке площадью 0,5 гектара. Указом Президиума Верховного Совета СССР от 29 августа 1949 года удостоена звания Героя Социалистического Труда за «получение высоких урожаев сортового зелёного чайного листа и цитрусовых плодов в 1948 году» с вручением ордена Ленина и золотой медали «Серп и Молот» (№ 4486).
Этим же Указом званием Героя Социалистического Труда были награждены председатель колхоза имени Ленина Окумского сельсовета Георгий Гуджаевич Джгубурия, агроном Кирилл Твириевич Самушия, бригадир Калистрат Бадраевич Булискерия, звеньевые Лаисо Герасимовна Булискерия, Сарамида Розановна Джумутия, колхозницы Дзика Дзикуевна Ахвледиани, Жити Несторовна Булискерия, Имена Бадраевна Булискерия и Ала Датуевна Шаматава.
За выдающиеся трудовые достижения по итогам работы в 1949 году была награждена вторым Орденом Ленина.
После выхода на пенсию проживала в родном селе Окуми. Умерла в 1987 году.
Награды
- Герой Социалистического Труда
- Орден Ленина — дважды (1949; 19.07.1950)